# Ilana Seid

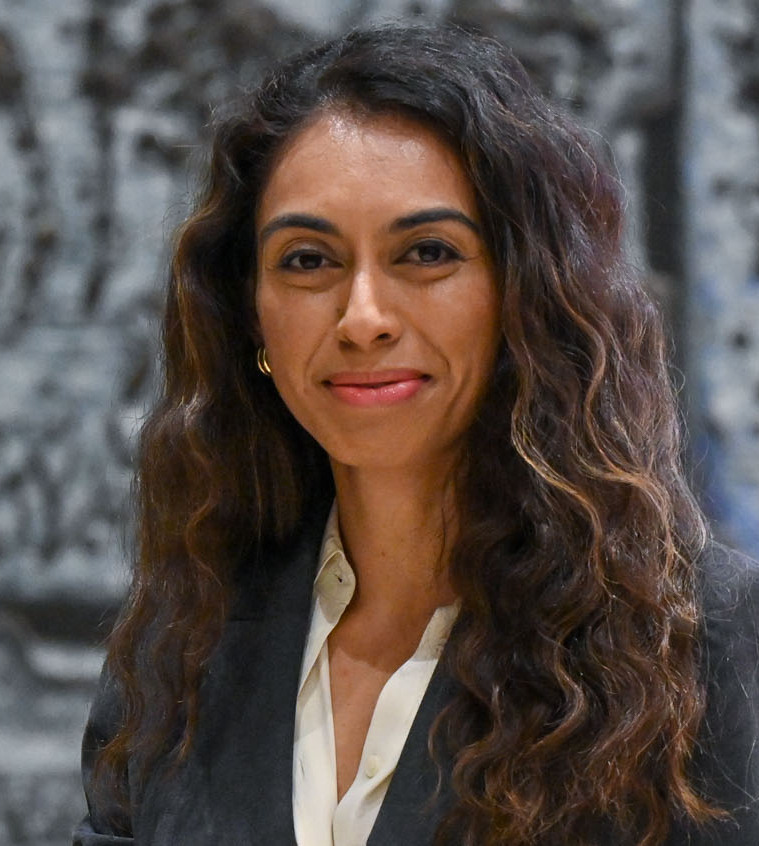
Ilana Seid in Beit HaNassi, Oktober 2022

Ilana Victoria Seid ist Botschafterin Palaus bei den Vereinten Nationen. Sie ist die  Vorsitzende der Gruppe der Pacific Small Islands Developing States (PSIDS), die bei den Vereinten Nationen die Interessen von 14 kleinen Nationen vertritt, darunter Fidschi, Mikronesien und Vanuatu.

## Leben
Seid erwarb einen Abschluss an der Stanford University in Wirtschaftswissenschaften. Sie arbeitete 2005 als Praktikantin im Büro von Palau in New York. Sie übernahm auch Jobs im Bankwesen in Japan, Hongkong, Singapur und New York als Angestellte der ehemaligen amerikanischen Bank Lehman Brothers und der japanieschen Nomura Securities (野村證券株式会社, Nomura Shōken Kabushiki-gaisha, NSC). Sie arbeitete in New York auch als Software Engineer (Software-Entwickler).
Seid interessierte sich für Innenarchitektur und gründete die e-commerce-Firma „Sunday-Morning.com“.
Seid war ab 16. September 2021 Palaus Botschafterin bei den Vereinten Nationen.
2022 ging sie nach Israel als Palaus erste Botschafterin (non-resident) für dieses Land.
Im Jahr 2023 hielt sie eine Rede beim dritten jährlichen Indo-Pacific Islands Dialogue in New York. Die Diskussion über die Pazifikinseln wurde von der Sasakawa Peace Foundation und der Carnegie Endowment for International Peace organisiert.
Palau unterzeichnete im Januar 2024 frühzeitig den Hochseevertrag (BBNJ, Seerechtsübereinkommen der Vereinten Nationen über die Erhaltung und nachhaltige Nutzung der biologischen Vielfalt des Meeres in Gebieten außerhalb nationaler Gerichtsbarkeit - High Seas Treaty / United Nations Convention on the Law of the Sea on the Conservation and Sustainable Use of Marine Biological Diversity of Areas Beyond National Jurisdiction). Seid stellte Palaus Abkommen vor, das erste welches ein Staat unterzeichnete.
Seid war auch als Ehrengast (principle foreign guest) bei der Krönung von Charles III. und Königin Camilla am 6. Mai 2024. Sie wurde als Botschafterin der Republik Palau bei den Vereinten Nationen eingeladen.
Im Dezember 2024 führte sie eine Delegation von Verbündeten der Republik China nach Taiwan. Zur Delegation gehörten Mutryce Williams aus St. Kitts und Nevis, St. Lucias Botschafterin Menissa Rambally und Botschafterin Tapugao Falefou aus Tuvalu.